# Districte de Troyes
El Districte de Troyes és un dels tres districtes amb què es divideix el departament francès de l'Aube, a la regió del Gran Est. Té 22 cantons i 247 municipis. El cap del districte és la prefectura de Troyes

## Cantons
cantó d'Aix-en-Othe - cantó d'Arcis-sur-Aube - cantó de Bar-sur-Seine - cantó de Bouilly - cantó de Chaource - cantó de La Chapelle-Saint-Luc - cantó d'Ervy-le-Châtel - cantó d'Essoyes - cantó d'Estissac - cantó de Lusigny-sur-Barse - cantó de Mussy-sur-Seine - cantó de Piney - cantó de Ramerupt - cantó de Les Riceys - cantó de Sainte-Savine - cantó de Troyes-1 - cantó de Troyes-2 - cantó de Troyes-3 - cantó de Troyes-4 - cantó de Troyes-5 - cantó de Troyes-6 - cantó de Troyes-7